# Iphiaulax dejectus
Iphiaulax dejectus är en stekelart som först beskrevs av Cresson 1865.  Iphiaulax dejectus ingår i släktet Iphiaulax och familjen bracksteklar. Inga underarter finns listade i Catalogue of Life.